# Bernardo Rogora
Bernardo Rogora (Solbiate Olona, Llombardia, 6 de desembre de 1911 - Solbiate Olona, 9 de desembre de 1970) va ser un ciclista italià que va córrer entre 1933 i 1941. Era germà del també ciclista Giovanni Rogora. Els seu èxits més importants els aconseguí el 1934, quan guanyà la Volta a Catalunya i dues etapes d'aquella edició.

## Palmarès
- 1933
  - 1r a la Milà-Mòdena
- 1934
  -  1r a la Volta a Catalunya, vencedor de 2 etapes i 1r de la classificació de la muntanya.
- 1937
  -  Campió d'Itàlia de ciclocròs

### Resultats al Giro d'Itàlia
- 1933. 24è de la classificació general
- 1934. 12è de la classificació general
- 1936. 25è de la classificació general
- 1937. 8è de la classificació general
- 1939. 10è de la classificació general
- 1940. 13è de la classificació general